# 628-й истребительный авиационный полк ПВО
628-й истребительный авиационный полк ПВО (628-й иап ПВО) — воинская часть истребительной авиации ПВО, принимавшая участие в боевых действиях Великой Отечественной войны.

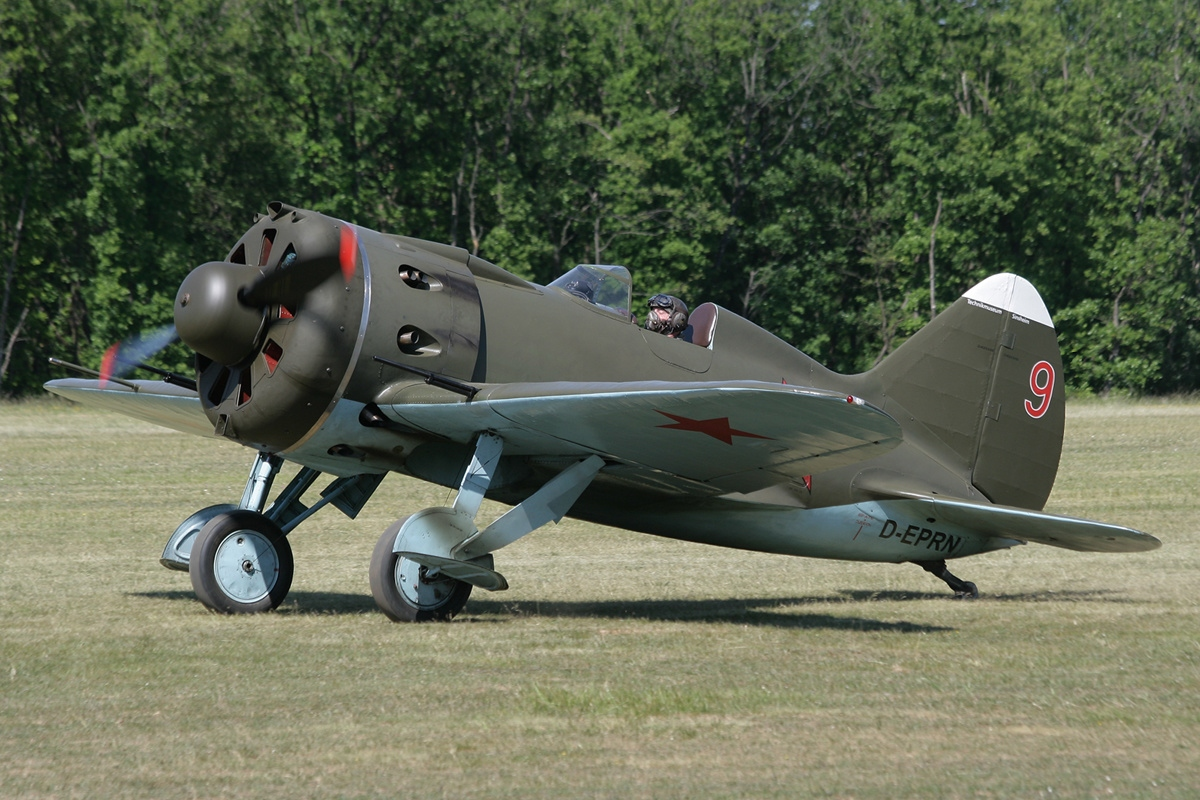
Самолёт И-16 тип 5. Такими самолётами полк был вооружён при формировании.

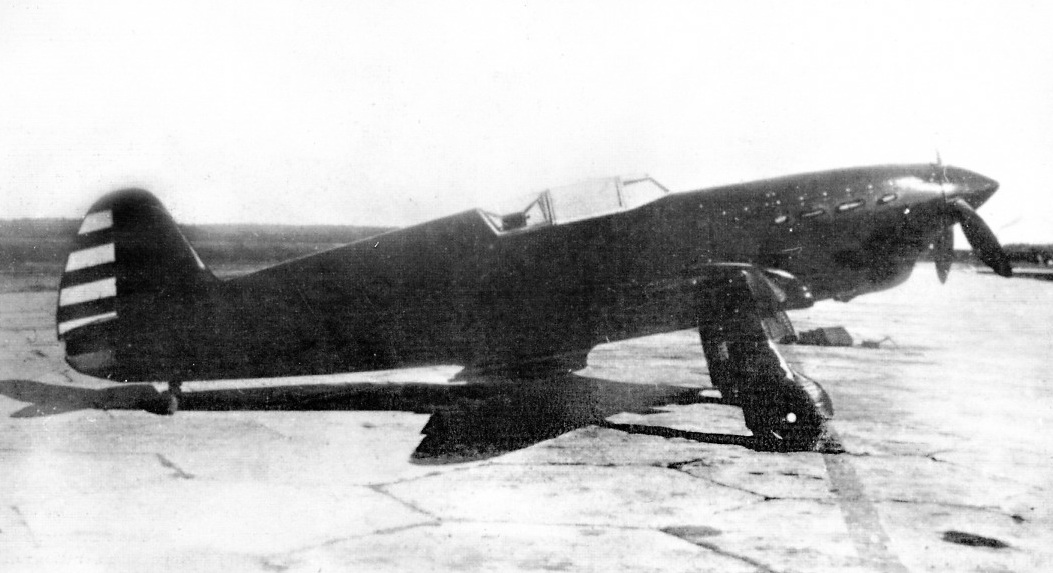
Самолёт Як-1 поступил на вооружение полка в июне 1942 года.

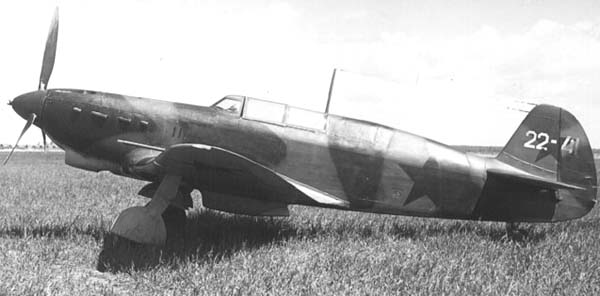
Самолёт Як-7б поступил на вооружение полка в июле 1942 года.

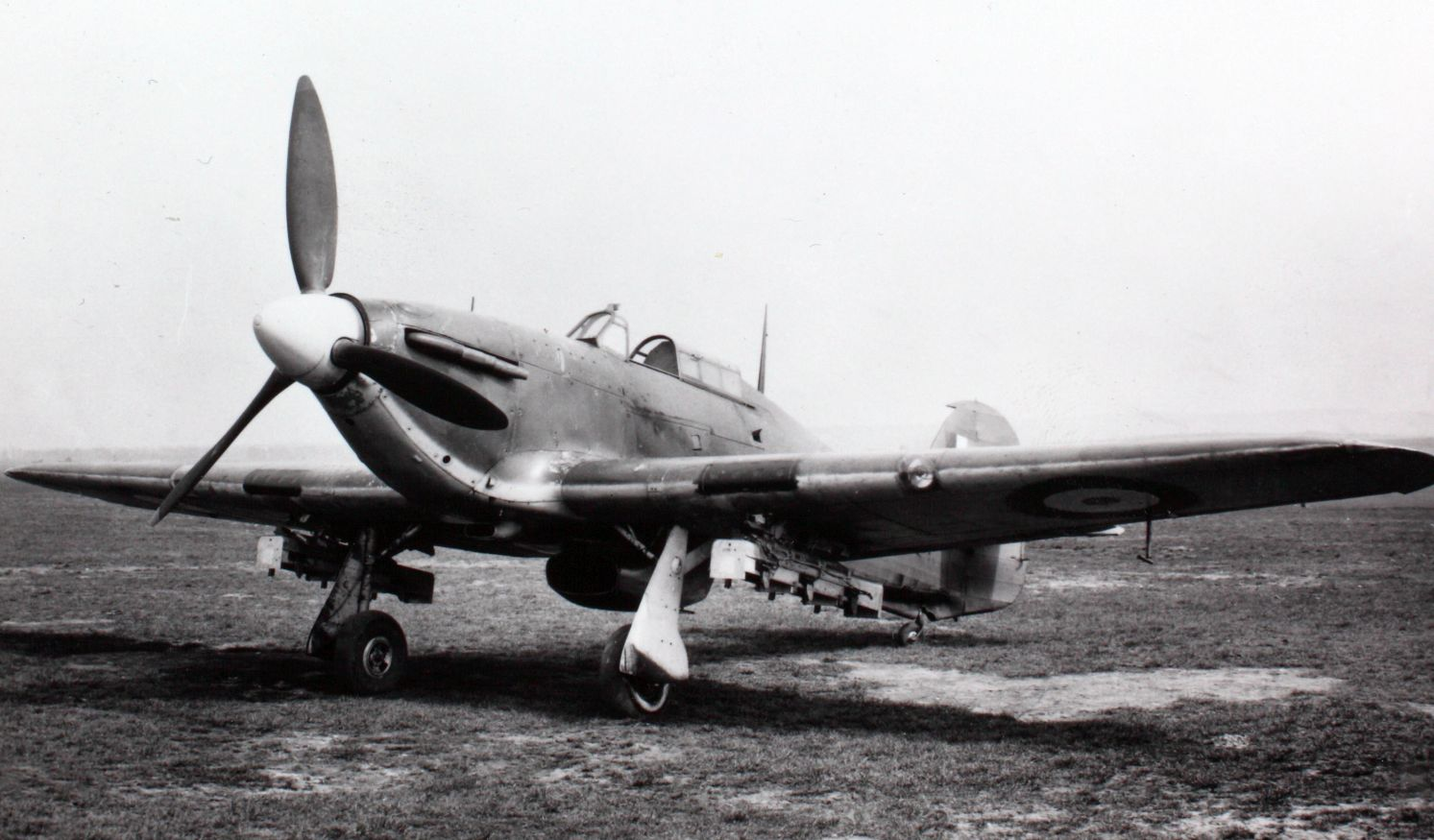
Самолётами Hawker Hurricane полк пополнен в ноябре 1942 года.

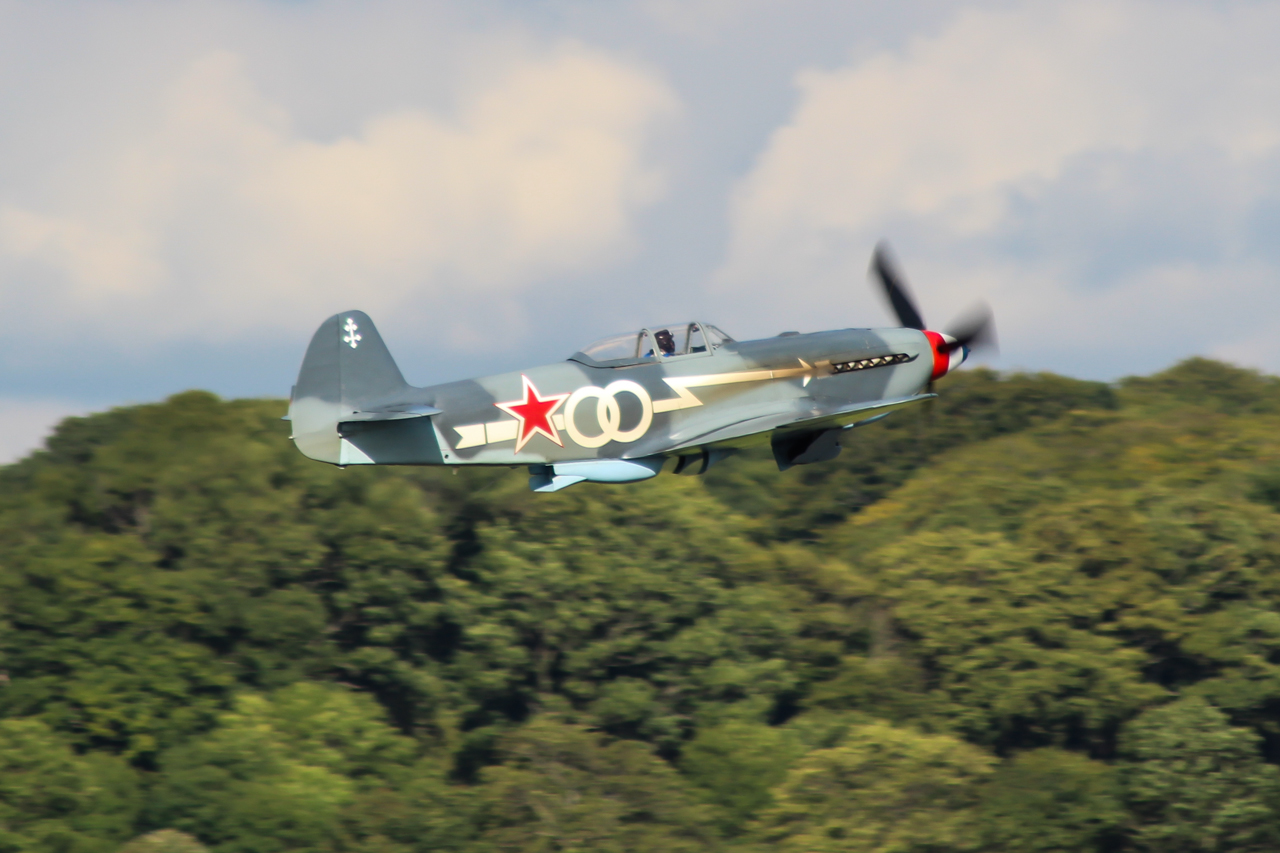
Самолёт Як-9. Такими самолётами полк был пополнен в марте 1944 года.

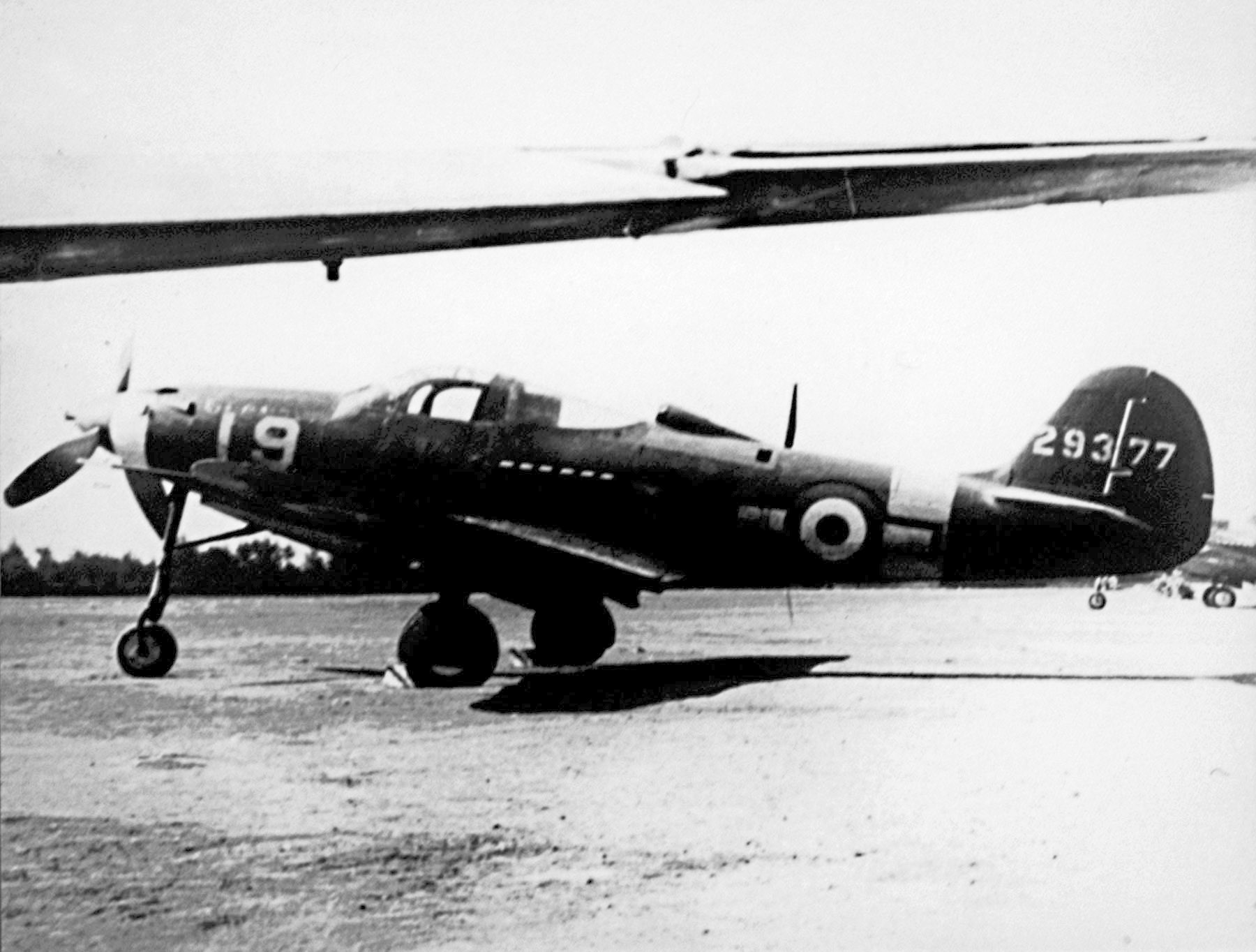
Самолёт Аэрокобра. К концу войны в полку остался один такой самолёт.

## Наименования полка
- 628-й истребительный авиационный полк ПВО[1][2].
- 628-й истребительный авиационный полк[1][2];
- 628-й истребительный авиационный полк ПВО[1][2];
- Войсковая часть (полевая почта) 42187[1][2].

## История и боевой путь полка
628-й истребительный авиационный полк сформирован в период с 13 по 25 ноября 1941 года на основе личного состава Сталинградской школы пилотов в городе Сталинград по штату 015/174 на самолётах И-16 тип 5. С 25 ноября 1941 года полк вёл боевую работу в составе 102-й истребительной авиадивизии ПВО Сталинградского района ПВО на самолётах И-16. 23 февраля 1942 года выведен из состава 102-й иад ПВО и убыл в город Краснодар. С 8 апреля возобновил боевую работу как отдельный истребительный авиационный полк Краснодарского района ПВО.
Первые известные воздушные победы полка в Отечественной войне одержаны 28 апреля 1942 года: в групповом воздушном бою в районе Новороссийска полком сбито 7 немецких бомбардировщиков Junkers Ju 88.
Первые самолёты Як-1 полк получил 2 июня 1942 года. 9 июня переформирован по штату 015/134. Уже 1 июля 1942 года полк получил 6 самолётов Як-7б, а 22 июля ещё 4 Як-7б.
31 июля 1942 года передан из войск ПВО в ВВС. Действовал в составе 237-й истребительной авиадивизии 5-й воздушной армии Закавказского фронта. Полк в составе 237-й истребительной авиадивизии принимал участие в операциях:
- Армавиро-Майкопская операция — с 6 августа 1942 года по 17 августа 1942 года.
- Новороссийская операция — с 19 августа 1942 года по 31 августа 1942 года.

31 августа 1942 года вышел из состава 237-й истребительной авиадивизии и был подчинён штабу 238-й штурмовой авиадивизии 5-й воздушной армии Черноморской группы войск Закавказского фронта. Боевой работы не вёл. Передал: 8 самолётов И-16 в 36-й истребительный авиационный полк, 2 самолёта И-16 в 47-ю подвижную авторемонтную мастерскую (ПАМ), 2 самолёта Як-1 и 10 самолётов Як-7б в 25-й истребительный авиационный полк, 4 самолёта Як-1 в 47-й ПАМ.
В состав войск ПВО ТС полк возвращён 4 сентября 1942 года. Приступил к боевой работе на самолётах Як-1 в составе 298-й истребительной авиадивизии ПВО Закавказского района ПВО, которая в тот период оперативно подчинялась командованию Закавказского фронта. 7 ноября 1942 года полк получил 10 английских истребителей «Харрикейн».
28 апреля 1943 года полк из 298-й истребительной авиадивизии ПВО передан в состав 126-й истребительной авиадивизии ПВО Грозненского района ПВО, которая оперативно подчинялась командованию Закавказского фронта. В июне 1943 года вместе со 126-й иад ПВО вошёл в состав войск Закавказской зоны ПВО вновь образованного Восточного фронта ПВО. 9 июля 1943 года из 126-й истребительной авиадивизии ПВО передан в состав 10-го истребительного авиакорпуса ПВО Ростовского района ПВО Западного фронта ПВО.
С 20 июля по 10 августа 1943 года группа лётчиков полка на самолётах Як-1 действовала в составе сводной группы ИА ПВО в оперативном подчинении штаба 6-й гвардейской истребительной авиадивизии 8-й воздушной армии Южного фронта.
С 10 августа 1943 года полк в полном составе возобновил боевую работу в составе 10-го истребительного авиакорпуса ПВО Ростовского района ПВО Западного фронта ПВО на самолётах Як-1 и «Харрикейн».
В марте 1944 года полк получил 18 истребителей Як-9. В апреле 1944 года в связи с реорганизацией войск ПВО страны в составе 10-го иак ПВО включён в 11-й корпус ПВО Южного фронта ПВО, который образован 29 марта 1944 года на базе Восточного и Западного фронтов ПВО.
С 25 апреля 1944 г. 628-й ИАП ПВО в составе 18 Як-9 и 9 Як-1 перебазировался в Крым на аэродром Джанкой.
На 1 июня 1944 г. в составе 628-го ИАП ПВО находилось 33 летчика, 8 Як-1 и 4 Як-7б и 18 Як-9.
В июле 1944 года полк в составе 10-го иак ПВО вошёл в 8-й корпус ПВО Южного фронта ПВО. 24 декабря 1944 года вместе с 10-м иак ПВО 8-го корпуса ПВО включён в состав войск Юго-Западного фронта ПВО, который создан преобразованием из Южного фронта ПВО. 1 января 1945 года полк исключён из действующей армии. До конца войны был в составе 10-го истребительного авиакорпуса ПВО.
День Победы 9 мая 1945 года полк встретил на аэродроме Самбор Львовской области Украинской ССР.
Всего в составе действующей армии полк находился: с 25 ноября 1941 года по 1 января 1945 года.
Всего за годы войны полком:
- Совершено боевых вылетов — 4730.
- Проведено воздушных боёв — 212 (из них ночью — 3).
- Сбито самолётов противника — 53.
- Уничтожено самолётов на аэродромах — 2.
- Уничтожено при штурмовках:
  - танков — 2,
  - точек ЗА — 2,
  - автомашин — 21,
  - повозок — 11.
- Свои потери:
  - лётчиков — 8,
  - ИТС и прочего состава — 6,
  - самолётов — 14.

## Командир полка
- капитан, майор, подполковник Грищенко Евгений Николаевич (погиб)[1], 13.11.1941 — 03.05.1944
- майор Курский Андрей Власович[1], 08.05.1944 — 18.09.1944
- капитан, майор Поликарпович Владимир Иосифович[1], 08.09.1944 — 24.07.1945

## Послевоенная история полка
После войны полк продолжал входить в состав 10-го истребительного авиационного Ростовского корпуса ПВО. На вооружении полка находились самолёты Як-9. 31 января 1946 года директивой ГШ КА № орг/10/88861 от 15.12.1945 года, приказа Командующего ВВС ЮЗФ ПВО № 00207 от 21.01.1946 года и приказа командира 10-го иак ПВО № 008 от 22.01.1946 года полк расформирован в 10-м иак ПВО на аэродроме Самбор. Самолёты переданы в 182-й, 631-й, 961-й и 266-й истребительные авиационные полки.

## Отличившиеся воины
- Абрамов Владимир Никитович, капитан, командир эскадрильи, прошёл путь от формирования полка до конца войны. Лётчик-ас, выполнил в составе полка 349 боевых вылетов, провёл 26 воздушных боёв, сбил лично 5 самолётов и 2 самолёта в группе. Дважды удостоен высшей награды СССР — ордена Ленина.
- Шуваев Тимофей Иванович, младший лейтенант, заместитель командира 3-й эскадрильи 628-го истребительного авиационного полка. 23 августа 1942 года, будучи ведущим звена самолётов И-16, произвёл штурмовку войск противника в районе станицы Неберджаевская Крымского района Краснодарского края. В результате штурмовки было уничтожено 2 танка, 10 автомашин с грузами и до взвода пехоты противника. В процессе атаки был подбит огнём зенитной артиллерии противника и совершил огненный таран, направив горящий самолёт на огневую точку зенитной артиллерии фашистов. Посмертно награждён орденом Отечественной войны I степени[5]. Похоронен в с.п. Нижнебаканское станица Неберджаевская (№ 2927)[6].

## Лётчики-асы полка
Лётчики-асы полка, сбившие более 5 самолётов противника в воздушных боях.
| Фамилия, имя отчество      | Награды | Сбито самолётов (+ в группе) | Примечание                                                              |
| -------------------------- | ------- | ---------------------------- | ----------------------------------------------------------------------- |
| Абрамов Владимир Никитович |         | 5 + 2                        | Лётчик полка: ноябрь 1941 — май 1945. Умер 8 декабря 1994 г.            |
| Косяков Михаил Антонович   |         | 5 + 1                        | Лётчик полка: ноябрь 1941—1945.                                         |
| Молчанов Фёдор Иванович    |         | 10 + 1                       | Лётчик полка: ноябрь 1941—1945. Боевых вылетов: 224; воздушных боёв: 36 |

## Происшествия
- 23 ноября 1942 года авария самолета УТИ-4. Пилот младший лейтенант Гомонов  на взлете при малой скорости подорвал самолет и свалился на крыло. Самолет разбит, подлежит восстановительному ремонту. Летчик ранен[8].
- 23 ноября 1942 года катастрофа Харрикейн на взлете. На высоте 100 м отказал двигатель и заглох. Самолет сорвался в штопор. Заместитель командира эскадрильи старший лейтенант Зевзда при выполнении учебно-тренировочного полета погиб[8].